# Ritu Estàndard d'Escòcia

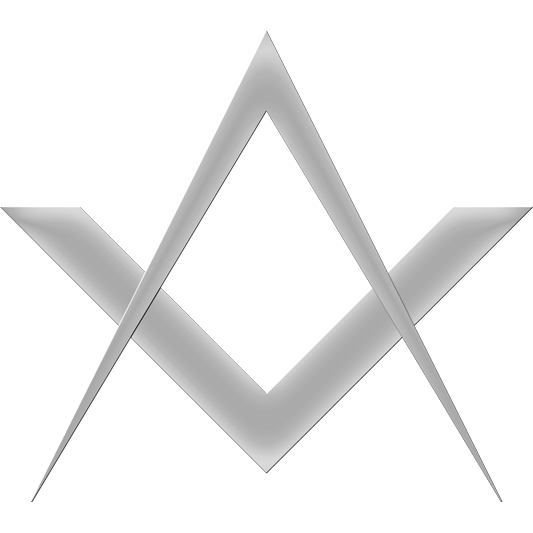
Símbols de l'escaire i el compàs

El Ritu Estàndard d'Escòcia (RSE) és el ritu maçònic que actualment es practica majoritàriament a Escòcia per la Grand Lodge of Scotland. A més d'Escòcia, des de 1986 es practica també a Anglaterra, França i l'Estat espanyol.

## A Escòcia
S'inscriu directament en l'heretatge maçònic escocès sense discontinuïtat des dels primers rastres històrics de la Francmaçoneria, és a dir de la lògia Kilwinning n°0, mare de totes les lògies, de la ciutat escocesa de Kilwinning, fundada abans de 1598. És admès generalment que aquest ritu és la forma més operativa de ritual, en tant que la més antiga i la més propera dels «orígens»., sent el ritual de la lògia més antiga coneguda al món.
Aquest ritu, tot i que escocès, és molt allunyat del REAA i del RER. El terme estàndard no té més sentit que com a adjectiu i no com a nom propi, no designa un ritual més que un altre: els escocesos tenen el sentiment de practicar un sol i mateix ritual, el ritual estàndard. De fet, a Escòcia es denomina simplement Ritu Escocès.
El Ritu Estàndard d'Escòcia, com la majoria dels ritus contemporanis, ha estat codificat al segle xix. La versió actual data de 1969 (Standard Ritual of Scottish Freemasonery).

## A França

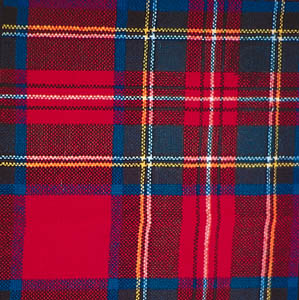
Tartà "Royal Stuart"

El Ritu Estàndard d'Escòcia és d'ara endavant accessible a la maçoneria francesa.
És practicat, d'ençà fa una desena d'anys, per la GLNF i des de fa poc, per la GLTSO i el Gran Priorat de les Gàl·lies. El ritual practicat a França ha estat traduït de l'anglès el 1986 a partir de la versió:
- The « Standard » Ritual of Scottish Freemasonry, Edinburgh, 1969.

És una compilació dels dos texts següents:
- The Scottish Workings of Craft Masonry, Londres, 1967.

- Scottish Craft Ritual, Edinburgh, 1954.

Poden ser considerats com variants d'un sol ritu, el ritu sempre practicat a les lògies d'Escòcia.
Les decoracions portades a França són adornades de manera única pel tartà "Royal Stuart". El davantal es porta sota la jaqueta.